# 게피티닙
게피티닙(영어: gefitinib) 또는 상품명 이레사(Iressa)는 유방암, 폐암, 기타 암에 사용되는 약물이다. 에를로티닙처럼 대상 세포의 상피 성장인자 수용체(EFGR)을 통한 신호전달을 차단한다.
WHO 필수 의약품 목록에 등재된 약물이다.

## 같이 보기
- 세포 신호전달